# Trine Andersen (cykelrytter)
 For alternative betydninger, se Trine Andersen. (Se også artikler, som begynder med Trine Andersen)
Trine Gindeskov Andersen (født 8. januar 1987 i Holstebro) er en cykelrytter fra Danmark, der er kører for CeramicSpeed Aros Forsikring Herning CK Elite. Hun er ansat som underviser på Brejninggaard Efterskole.

## Karriere
Ved DM i landevejscykling 2017 endte hun på andenpladsen i linjeløbet. I 2022 vandt Andersen bronzemedalje ved DM i enkeltstart.